# 71 Fragments d'une chronologie du hasard
Pour plus de détails, voir Fiche technique et Distribution.
71 Fragments d'une chronologie du hasard est un film autrichien de Michael Haneke, sorti en 1994.

## Synopsis
Comment les vies de plusieurs personnes vont converger vers un fait divers. Tourné en soixante et onze séquences.

### Un des 71 fragments
Un couple dîne ensemble. Leur vie est routinière. Jour après jour, les mêmes scènes se succèdent. Le même lever difficile à l'aube, les mêmes questions. Le couple mange dans un silence pesant, la tête courbée sur l'assiette, seul motif de leur réunion. Soudain, sans lever la tête vers son épouse, l'homme dit : « Ich liebe dich » (« Je t'aime »). Brusque arrêt du ballet des fourchettes et des couteaux. Bref regard de l'homme vers sa femme aimée. La femme ne bouge plus, interloquée. Puis réagit de manière agressive envers son mari, lui demandant ce qu'il veut, lui disant que ces paroles, surtout venant de lui, ne pouvaient être désintéressées. Dans un premier temps, l'homme ne réagit pas. Puis, brusquement, il gifle sa femme et s'immobilise de nouveau. Après une hésitation, la femme entame un mouvement pour se lever. Mais elle se ravise. Elle pose sa main sur l'avant-bras de son mari. Et le repas continue.

## Fiche technique
- Titre : 71 fragments d'une chronologie du hasard
- Titre original : 71 Fragmente einer Chronologie des Zufalls
- Réalisation : Michael Haneke
- Scénario : Michael Haneke
- Production : Veit Heiduschka
- Photographie : Christian Berger
- Montage : Marie Homolkova
- Décors : Christoph Kanter
- Costumes : Erika Navas
- Pays d'origine : Autriche
- Format : Couleurs - 35 mm
- Genre : Drame
- Durée : 96 minutes
- Date de sortie : 18 mai 1994 (festival de Cannes), 26 avril 1995

## Distribution
- Gabriel Cosmin Urdes : Marian Radu
- Lukas Miko : Max
- Otto Grünmandl : Tomek
- Anne Bennent : Inge Brunner
- Udo Samel : Paul Brunner
- Branko Samarovski : Hans
- Claudia Martini : Maria
- Georg Friedrich : Bernie
- Klaus Händl

## Commentaire
Le hasard et le déterminisme ; cette dualité semble être en permanence au cœur du film. Si la réunion des personnages dans la scène finale est liée au hasard, l'acte criminel semble lui au contraire entièrement déterminé.
Au long du film, Haneke montre en effet le futur criminel en concurrence avec les machines. Étudiant en informatique, il doit « dompter » l'électronique pour réussir son projet ; pongiste, il affronte les balles envoyées par une machine, en un plan-séquence fixe interminable ; et c'est finalement le refus d'un distributeur de billet qui provoquera le passage à l'acte. Il est possible alors de voir dans ce film de Michael Haneke une déshumanisation des rapports sociaux, mais ceci n'est qu'une conjecture. Le film étant surtout réalisé pour montrer les affres et les déterminismes de la vie quotidienne.